# ジョン・オブライエン (サッカー選手)
ジョン・パトリック・オブライエン（John Patrick O'Brien, 1977年8月29日 - ）は、アメリカ合衆国カリフォルニア州ロサンゼルス出身の元サッカー選手、元アメリカ代表。現役時代のポジションはミッドフィルダー及び左サイドバック。
2000年代初頭に欧州強豪クラブであるアヤックス・アムステルダムでレギュラーを務めてタイトルを獲得。その能力の高さは、同胞のランドン・ドノバンやクラウディオ・レイナと同等のものと見られており、当のドノバンからは「アメリカで最高のサッカー選手」と評されていたが、脊椎側彎症や長年の度重なる負傷に悩まされ、キャリアは短命だった。

## クラブ経歴

### アヤックス
カリフォルニア州プラヤ・デル・レイに育ったオブライエンは、14歳の時にカリフォルニア・フライヤーズに入団する。同少年サッカークラブのコーチの1人がオランダサッカー協会と交流していたため、1992年にアヤックス・アムステルダムに最初の訪問をした。その後、ブレンウッド学校に在籍していた1994年4月に当時アヤックスのディレクターとアヤックス・アカデミーを指揮していたコー・アドリアーンセ監督に招待されて2度目の訪問し、同年夏にアカデミーと契約した最初アメリカ人選手となった。アカデミーで研鑽を積む中で選手権優勝に貢献した結果、3月4日にトップチームとの3年契約を勝ち取ってアヤックス史上初のアメリカ人選手となると、モアテン・オルセン監督の計らいで出場機会を得るため、1998年5月10日に同1部のFCユトレヒトへ1シーズンの期限付き移籍に出された。
ユトレヒトへの期限付き移籍
ユトレヒトでは、攻撃的ミッドフィルダーとして開幕前に5試合4得点と活躍を示し、8月31日のSCカンブール・レーワルデン戦（3-0）で早速初得点を挙げ、9月13日には所属元のアヤックス相手に得点を挙げる等の活躍からオランダのサッカー誌Voetbal Internationalに同1998-99シーズンの最優秀若手選手で3位、全選手としては31位に位置付けられていた。しかし、1998年12月につま先を負傷し、3週間後に復帰するも怪我が再発し、19試合2得点でシーズンを終了した。
アヤックス復帰
1999年4月5日に所属元のアヤックスへ復帰したオブライエンは、9月16日にFKデュクラ・バンスカー・ビストリツァとのUEFAカップ1999-20001回戦でアーロン・ヴィンターに代わって77分から公式戦初出場、7月19日のRKCヴァールヴァイク戦で負傷したティジャニ・ババンギダに代わりアヤックスでのリーグ初出場を飾ると、先発したNECナイメヘン戦で得点を挙げ、続くハポエル・ハイファFC戦でも先発、次のFCデン・ボス戦でも先発して2アシストを記録する活躍を見せ、一時期中盤を任されていた。翌2000-01シーズンは、9月下旬まで参加していたシドニーオリンピックで負傷したことでシーズンのほとんどを逃し、4試合の出場に終わったが、2001年5月のRKCヴァールヴァイク戦で復帰を果たすと、フィテッセ戦で良い守備を見せ、右サイドバックとして90分フル出場したFCトゥウェンテ戦ではトマーシュ・ガラーセクの得点をクロスでアシストする等、限られた出場機会の中で存在感を示した。
2001-02シーズンは、例年のような負傷に苦しまれることなくプレーし、優勝がかかった2002年5月5日のNECナイメヘン戦でのミドへのパスがアンディ・ファン・デル・メイデの追加点の起点となり、それから1週間後のユトレヒトとのKNVBカップ決勝戦に出場する等、2冠達成に貢献した。しかし、この好調は長く続くことはなく、2002年9月21日のRBCローゼンダール戦中の負傷がアキレス腱炎となったことで、2003年2月16日まで練習に参加出来ずにいた。3月2日のフィテッセ戦で実に21試合ぶりに出場して左サイドバックを務めたオブライエンは、クロスでスティーヴン・ピーナールの得点をアシストし、以後リーグ戦に6試合連続で90分フル出場していたが、同年5月にまたしても負傷によって長期離脱となった。
その後、2003年12月にアヤックスの2軍であるヨング・アヤックスとしてKNVBカップのトゥウェンテ戦で実戦復帰し、2004年1月のローダJC戦でハムストリングの負傷から実に9ヶ月ぶりにトップチームで復帰を果たすも、2月8日のPSVアイントホーフェン戦を最後に再離脱となり、9月のヨング・ヴィレムII戦まで復帰出来ない状態にあったように稼働率が悪かったが、離脱中の4月16日に契約を2005年6月まで延長させることに成功している。しかし、契約延長こそ勝ち取ったが、復帰戦となった11月のヴィレムII戦でハムストリングを負傷させたため、2004-05シーズンはこの1試合の出場にとどまり、2005年2月にクラブと双方合意によって契約解消となると共にADOデン・ハーグと1年半契約を締結した。

### キャリア晩年
心機一転となったデン・ハーグでは、開幕前の親善試合に幾つかで左サイドやセントラル・ミッドフィルダーを務め、ポーツマスFC戦で90分フル出場する等、長年懸念されていた負傷を感じさせないものだったが、鼠径部の負傷から9月以降の試合に出場出来ず、先発2試合・途中出場1試合の合計3試合にとどまっていた。そして、長引く負傷のリハビリのためにアメリカへ帰国し、その後、クラブとの話し合いの末に2006年3月に契約解消となった。
2006年4月4日に母国のチーヴァスUSAと契約し、キャリアで初めてMLSでプレーすることとなった。しかし、またしても負傷によって僅か1試合、それも5分のみの出場にとどまり、同2006年シーズン終了後に放出された。
2007年を以って現役引退をした後は、アンティオーク大学で心理学を専攻しつつ、ビーチサッカーで活動する。その後、心理学の取得し、2012年にはサッカーの方でB級のコーチング資格を取得した。

## 代表経歴
U-17代表、U-20代表を経て1998年4月22日のオーストリア戦でアメリカ代表初出場を飾り、2000年8月16日に2002 FIFAワールドカップ・北中米カリブ海予選のバルバドス戦で後半から途中出場して僅か数秒で代表初得点を挙げる。また、同年にはシドニーオリンピックにも出場しており、チームの主軸として4位入りに貢献した
1998 FIFAワールドカップでは本大会メンバー入りを果たすことが出来ず、代替メンバーにとどまったものの、大会終了後にブルース・アリーナ新監督の下で中盤として定位置を掴み、2002 FIFAワールドカップで準々決勝までの全5試合に出場した。同大会では、グループリーグのポルトガル戦（3-2）で先制点を挙げ、韓国戦でクリント・マティス（en）の得点をアシストしている。その後は、クラブでの負傷から2003年のベネズエラ戦を最後に代表から遠ざかっていたが、2005 CONCACAFゴールドカップのキューバとの初戦で復帰を果たし、ホンジュラス戦で代表通算3得点目を挙げる。2006 FIFAワールドカップのチェコとのグループリーグ第1戦で後半から出場したのが代表最後の試合となった。

## 代表歴

### 出場大会
- アメリカ代表
  - 2002 FIFAワールドカップ
  - 2006 FIFAワールドカップ

### 試合数
- 国際Aマッチ 32試合 3得点（1998年-2006年）[38]

| アメリカ代表 | 国際Aマッチ | 国際Aマッチ |
| 年           | 出場        | 得点        |
| ------------ | ----------- | ----------- |
| 1998         | 1           | 0           |
| 1999         | 0           | 0           |
| 2000         | 5           | 1           |
| 2001         | 5           | 0           |
| 2002         | 9           | 1           |
| 2003         | 1           | 0           |
| 2004         | 0           | 0           |
| 2005         | 7           | 1           |
| 2006         | 4           | 0           |
| 通算         | 32          | 3           |

## タイトル
代表
- CONCACAFゴールドカップ : 2005

クラブ
アヤックス・アムステルダム
- エールディヴィジ : 2001-02, 2003-04
- KNVBカップ : 2001-02
- ヨハン・クライフ・スハール : 2002